# سیزده معما
سیزده معما (انگلیسی: The Thirteen Problems) رمانی جنایی اثر آگاتا کریستی است.
این کتاب که از مجموعه داستان‌های خانم مارپل می‌باشد در ژوئن ۱۹۳۲ در بریتانیا توسط انتشارات کولینز کرایم کلوب و در سال ۱۹۳۳ توسط انتشارات داد، مید اند کمپانی در آمریکا به چاپ رسیده‌است.
قیمت کتاب در بریتانیا ۷ شیلینگ و ۶ پنسی و در آمریکا دو دلار بوده‌است، این کتاب شامل ۱۳ داستان کوتاه می‌باشد.

## داستان ها
- کلوپ سه شنبه شب ها
- محراب آستارته
- شمش های طلا
- پیاده روی خونین
- انگیزه در برابر فرصت
- اثر انگشت سَنت پیتر
- گل شمعدانی آبی
- ندیمه
- چهار مظنون
- تراژدی کریسمس
- گیاه مرگ
- ماجرای ویلا
- علت مرگ:غرق شدگی